# Wódki
Wódki – wieś w Polsce położona w województwie wielkopolskim, w powiecie wrzesińskim, w gminie Września.
W latach 1975–1998 miejscowość administracyjnie należała do województwa poznańskiego.
We wsi znajduje się zabytkowy dwór z połowy XIX w. oraz zabytkowy park.